# Ougney
Ougney – miejscowość i gmina we Francji, w regionie Burgundia-Franche-Comté, w departamencie Jura.
Według danych na rok 1990 gminę zamieszkiwało 267 osób, a gęstość zaludnienia wynosiła 38 osób/km² (wśród 1786 gmin Franche-Comté Ougney plasuje się na 482. miejscu pod względem liczby ludności, natomiast pod względem powierzchni na miejscu 637.).